# سولومون هيرشل
سولومون هيرشل(بالإنجليزية: Solomon Hirschell)‏ ‏(12 فبراير 1762 في لندن – 31 أكتوبر 1842) حاخام يهودي، كان الحاخام الأكبر في بريطانيا العظمى من عام 1802 إلى عام 1842.
اشتهر بمحاولاته غير الناجحة في وقف انتشار حركة الإصلاح اليهودي في بريطانيا عن طريق طرد زعمائها. 
كان أبوه يهوديا من بولندا من غاليسيا، وهو هيرشل ليفين الحاخام الأكبر لبريطانيا العظمي وبرلين، وصديقا لموزس مندلسون. أخوه الأكبر كان سول برلين.
مات في 31 أكتوبر 1842. ودفن في مقبرة برادي ستريت بجوار وايتشابل في الطرف الشرقي للندن.